# Sextortion
Sextortion (ˌsɛksˈtɔː(ɾ)ʃɛn, Kofferwort aus ‚Sex‘ und englisch extortion ‚Erpressung‘) bezeichnet eine Form der Erpressung, bei welcher der Täter dem Opfer mit der Veröffentlichung von Nacktfotos oder -videos des Opfers droht, um das Opfer zum Beispiel zu einer Geldzahlung oder zur Vornahme sexueller Handlungen zu zwingen, wobei der Täter die fraglichen Inhalte zuvor mit oder ohne Wissen des Opfers zum Beispiel durch Sexting oder Cybersex mit dem (gutgläubigem) Opfer erlangt hat.
Im Falle minderjähriger Opfer verwendet Europol die Bezeichnung „sexuelle Nötigung und Erpressung von Kindern im Internet“.

## Kriminologie
Täter und Opfer von Sextortion sind einerseits häufig Kinder oder Jugendliche, die sich persönlich kennen, die Tat wird dann zur Ausübung sozialer Macht genutzt.
Andererseits ist Sextortion Teil der internationalen organisierten Kriminalität. Verbreitet ist dabei, dass ein (häufig männlicher) Täter unter einer falschen (häufig weiblichen) Identität zunächst zum Schein über soziale Medien eine „Liebesbeziehung“ mit einer ihm zuvor unbekannten Person eingeht und sie bittet, ihm anzügliche Fotos von sich zu schicken. Eine andere häufige Begehensform sind massenhaft versandte E-Mails, in denen der Absender lediglich vorgibt, ein kompromittierendes Video des Opfers durch Kapern seines Computers angefertigt zu haben, um eine Zahlung zu erpressen.
Bei einer weiteren Form sind die Täter Prostituierte, die ihre Freier erpressen. Mitunter sind die Täter im Fall minderjähriger Opfer pädophil.
Zentrales Element der Sextortion ist das Schamgefühl des Opfers wegen der verwendeten Aufnahmen, das deshalb den Täter nicht bei der Polizei anzeigt und sich auch Vertrauenspersonen nicht offenbart. Die dadurch entstehende psychische Belastung ist hoch. Mitunter verstehen minderjährige Opfer auch nicht, dass eine Straftat vorliegt.
2016 wurden im Vereinigten Königreich 864 Fälle von Sextortion angezeigt. Die Dunkelziffer wird als hoch eingeschätzt.
Das Network Contagion Research Institute berichtete im Januar 2024 über einen exponentiellen Anstieg der Fälle von über soziale Medien initiierter Sextortion gegen Jugendliche und junge Erwachsene in den vorangegangenen 18 Monaten. Es handele sich um den am schnellsten wachsenden Bereich von an jungen Menschen verübter Kriminalität; teils werde hierfür auch generative künstliche Intelligenz eingesetzt. Unter anderem würden hierfür Bilddaten durch AI in Nacktfotos umgearbeitet und zur Erpressung benutzt. Die Reddit Community r/Sextortion wurde als das weltweit größte Forum zur Unterstützung in Fällen von Sextortion genannt. Ein besonderes Risiko bestehe auf Instagram, da dort die Möglichkeit fehle, die eigenen Kontakte als privat zu kennzeichnen. Der Bericht empfahl, dass Instagram diese Option allen Nutzern zur Verfügung stellen und sie für Minderjährige obligatorisch machen sollte.
Studien zufolge sind Männer häufiger als Frauen betroffen – möglicherweise auch deshalb, weil sie ein geringeres Misstrauen und eine höhere Bereitschaft hätten, intime Bilder zu teilen.

## Rechtliche Einordnung

### Deutschland
Im deutschen Recht ist Sextortion zunächst eine Form der Erpressung, wenn der Täter Geld von dem Opfer will. Falls sexuelle Handlungen angestrebt sind, liegt Sexuelle Nötigung bzw. Vergewaltigung vor. Die Veröffentlichung der privaten Inhalte kann nach den Vorschriften gegen Pornografie, Verletzung des Intimbereichs durch Bildaufnahmen, Verletzung des höchstpersönlichen Lebensbereichs und von Persönlichkeitsrechten durch Bildaufnahmen bzw. Verletzung des Rechts am eigenen Bild bestraft werden.

### Schweiz
Auch im Schweizer Strafrecht kann Sextortion die Straftatbestände der Erpressung oder der sexuellen Nötigung oder Vergewaltigung und je nach Begehung der Verleumdung, der Verletzung des Geheim- oder Privatbereichs durch Aufnahmegeräte (Art. 179 quater StGB) und der strafbaren Pornografie erfüllen.

### Vereinigte Staaten
In den Vereinigten Staaten wird Sextortion unter unterschiedlichen Gesetzen des Bundes und der Bundesstaaten verfolgt, darunter Strafnormen zu Kinderpornographie, Hacking, Erpressung und Stalking.

## Prävention und Hilfe
Als wichtigste Vorsichtsmaßnahme wird empfohlen, keine Nacktaufnahmen über das Internet zu versenden. Im Falle einer Erpressung rät die Polizei von einer Geldzahlung ab, da der Erpresser nach der Zahlung einfach weiter drohen könne. Hilfe bietet die Polizei, ebenso Hilfsorganisationen wie der Weiße Ring. In Österreich steht insbesondere jugendlichen Betroffenen das Angebot „Rat auf Draht“ zur Verfügung.